# Palhoça
Palhoça là một đô thị thuộc bang Santa Catarina, Brasil. Đô thị này có diện tích 394,662 km², dân số năm 2007 là 122471 người, mật độ 324,6 người/km².